# 페이트/그랜드 오더 종국특이점 관위시간신전 솔로몬
《페이트/그랜드 오더 종국특이점 관위신간신전 솔로몬》(일본어: Fate/Grand Order -終局特異点 冠位時間神殿ソロモン-)은 일본의 영화 작품으로, 타입문의 비디오 게임 《Fate/Grand Order》를 원작으로 한다.